# Завітне (Покровський район)
Заві́тне — село Новогродівської міської громади Покровського району Донецької області, Україна. У селі мешкає 308 людей.

## Загальні відомості
Відстань до райцентру становить 29 км і проходить автошляхом E50. Землі села межують із територією смт Желанне Ясинуватський район Донецької області.

## Історія
Окуповане росіянами 18 серпня 2024 року

## Населення

### Мова
Розподіл населення за рідною мовою за даними перепису 2001 року:
| Мова       | Кількість | Відсоток |
| ---------- | --------- | -------- |
| російська  | 223       | 72.40%   |
| українська | 84        | 27.28%   |
| вірменська | 1         | 0.32%    |
| Усього     | 308       | 100%     |

За даними перепису 2001 року населення села становило 308 осіб, із них 27,27 % зазначили рідною мову українську, 72,4 % — російську та 0,32 % — вірменську мову.